# Trollz
Trollz es una serie animada producida por DiC Entertainment bajo la licencia de DAM, la serie trata de 5 trollz adolescentes que usan magia, la serie fue transmitida en América Latina por Nickelodeon y en Estados Unidos en KOL's Saturday Morning Secret Slumber Party en CBS, la serie se basa en los trollz creados por Thomas Dam. Si bien inicialmente se habían planeado dos temporadas, solo se lanzó una temporada. La serie fue cancelada para una segunda temporada, que ya estaba en proceso.

## Nota
- Los nombres de las trollz se basan en nombres de piedras y gemas.

- Ruby: Rubí.
- Amethyst: Amatista.
- Sapphire: Zafiro.
- Topaz: Topacio.
- Onyx: Onix.

- En la serie las trollz femeninas pueden hacer magia (Con excepción de algunos trollz masculinos),pero en las eras pasadas todos los trollz podían hacer magia.

## Sinopsis
El programa se centra en las aventuras de cinco amigas adolescentes (que tienen gemas en el estómago), que se hacen llamar MAPTLV (Mejores Amigas Para Toda La Vida), y que utilizan su magia para ayudarlas con su vida cotidiana, además de luchar contra cualquier criatura mágica y problemas que puedan encontrar.

## Personajes

### Mejores Amigas Para Toda La Vida
- Amethyst Van Der Troll
  - Color:      Rosa

Encantadora y natural, dulce y totalmente única, su familia y sus amistades son lo más importante para ella, es la que une el grupo de MAPTLV, es leal. Su piedra tiene forma de corazón de color rosa-violeta, tiene una mascota que es un perro llamado Wa-Wa.
- Ruby Trollman
  - Color:      Rojo

Se proclama a sí misma la líder del grupo MAPTLV, aunque las demás no están de acuerdo con esto, es la más popular del colegio, se comporta como la guardaespaldas de sus amigas. Suele ser muy insistente y se preocupa apasionadamente por su apariencia. Su rival es Coral. Su piedra es una estrella, ella tiene un gato llamado Za-Za.
- Sapphire Trollzawa
  - Color:      Azul

Es la chica más inteligente del grupo, se sabe todos los conjuros de magia, curiosa y gentil, tiene mente fotográfica, su piedra tiene la forma de una flor. Ella tiene una mascota que es un "hámster" llamado Ya-Ya.
- Topaz Trollhopper
  - Color:      Amarillo

Una chica un poco t0nta con un gran corazón. Es experta en moda y aprovecha las rebajas de ropa a la moda. Su piedra tiene forma de rombo, tiene una mascota que es un conejo con su mismo peinado claro llamado La-La, su abuela está casada con el abuelo de Onyx.
- Onyx Von Trollenberg
  - Color:      Negro

Sarcástica, caprichosa, la única chica gótica, tiene la cualidad de no cambiar de parecer y es muy querida por sus amigas. Su piedra es una luna creciente (Media Luna), Onyx tiene una especie de lagartija llamada Na-Na. El referente de Onyx está casado con la referente de Topaz.

### Villanos
- Simon

Es el villano principal de la serie, que dejó en ruinas el antiguo mundo de los trollz. Siempre trata de apoderarse del mundo de Trollzopolis y vengarse de las mejores amigas de por vida.
No descansará hasta lograr su objetivo, pero siempre es encerrado por la magia de las cinco.
- Snarf

Es el ayudante y mascota de Simon,
una criatura mitad perro, mitad ogro y leal secuaz de Simon que permanece a su lado a pesar de soportar abusos interminables. Capaz de cambiar de un lindo cachorro a una enorme forma de bestia similar a un lobo.

### Chicos
- Coal Trollwell: Es un Troll muy t0rpe que a menudo se mete en problemas. Novio de Amatista.

- Rock Trollhammer: Rock es un troll musculoso con cabello alto y azul. Es muy t0nto y olvidadizo. Novio de Ruby.

- Alabaster Trollington III: Alabaster es un troll de modales apacibles, cabello rubio y gafas rectangulares. Es un multimillonario, cuyo padre posee muchas de las empresas de Trollzopolis. Novio de Zafiro.

- Jasper Trollhound: Durante el primer episodio, Amethyst lanzó un hechizo que le quitó el cabello. Sin embargo, Jasper se ha acostumbrado a su nueva apariencia calva y al propio Jasper no le importa. Novio de Topacio.

- Flint Trollentino: está en una banda de rock y le encanta escribir poesía. Novio de Onyx.

### Rivales de las chicas
- Coral Trollarwise: Coral es la capitana de las porristas. Ella está en constante rivalidad con Ruby, generalmente por la atención de un chico lindo. Su gema es granate. Su gema tiene forma de as de espadas.

- Opal Trollangel: Opal es la principal amiga de Coral. Tiene piel bronceada y cabello rosa claro con una cinta para el cabello. Su gema tiene forma de óvalo.

- Jade Trollcroft: Jade es la amiga secundaria de Coral. Tiene el pelo puntiagudo de color verde lima. Su gema tiene la forma de un diamante fino.

## Lugares
- Trollzopolis

Es el lugar donde los trollz viven, es un lugar muy moderno.
- Arcade

Un lugar en donde los trollz juegan videojuegos.
- News Stand

Es donde los trollz compran periódicos.
- Troll High School

Es donde los trollz adolescentes estudian.
- Bosque encantado

Es un bosque encantado, de aspecto terrorífico, es en donde Zirconia estaba encerrada en un árbol.
- Las cuevas de Amber

Es en donde las mágicas cuevas doradas y la fuente de la magia.
- AnphiTeatro

Es el teatro de Trollzpolis

## Videojuegos
Ubisoft junto con PowerHead Games realizó un videojuego para GameBoy Advance llamado Trollz: Hair Affair el día 16 de febrero de 2006 en España, el cual fue un fracaso debido a su poca variedad de minijuegos.

## Episodios

### Primera temporada
1. Mejores amigas para toda la vida
2. Cinco Problemas
3. Primer día de escuela
4. La pérdida del brillo
5. Topaz Poseída
6. El gran Siempre
7. Troll rápido, Troll Furioso
8. La gran carrera
9. El bosque encantado
10. La cita
11. Espejito, Espejito
12. Las reglas del juego
13. Siempre Ámbar
14. No todo tiempo pasado fue mejor
15. Simplemente Simon
16. El árbol y el dragón
17. La reina del lugar
18. La verdadera historia del dragón
19. El anillo de la abuela
20. El día en que la magia murió
21. El regreso de la magia
22. Nueva chica en la ciudad
23. Una chica muy especial
24. La huella mágica
25. ¿En donde están las Trollz?
26. Vamos,vamos monstruo del surf
27. La Lava del Volcantroll

## Doblaje

### Primera temporada
1. Amethyst - Shirley Marulanda
2. Onyx - Mónica Valencia
3. Ruby - Claudia Chavarro
4. Sapphire - Alejandra Ramírez
5. Topaz - Dilma Gómez
6. Simon - Andrés Palacio
7. Snarf - Eleazar Osorio
8. Rock - Harold Leal
9. Coral - Nancy Cortés
10. Alabaster - Alexander Páez
11. Abuela de Amethyst - Nancy Cardozo
12. Mamá de Amethyst - Valerie Bertagnini
13. Obsidian - Flor Marina López
14. Coal - Leonardo Salas
15. Flynt & Kaboom - Wolfang Galindo
16. Shale - Ana Rocío Bermúdez
17. Niky - Alejandra Ramírez
18. Mica - Harold Leal
19. Jasper - Jairo Ordóñez
20. Zirconia - Zoraida Duque
21. Señor Trollheimer - Eleazar Osorio
22. Fizzy - Gustavo Restrepo
23. Spinell - Gabriel Vanegas

## Cosas Interesantes
- Kaboom (El sujeto de pruebas de las Trollz) es visto en la fiesta de Jasper en el episodio "Las reglas del juego".
- Según Onyx el verdadero color del cabello de Ruby es castaño y no pelirrojo como se ve todo el tiempo.